# Aripert I
Aripert I (ook wel: Aribert I) was koning van de Longobarden van 653 tot 661 n.Chr. Hij volgde koning Rodoald op, die in 653 was vermoord. Aripert was een neef van koningin Theodelinde en de zoon van Gundoald, de hertog van Asti.
Samen met zijn broer Gundipert verdedigde hij rond 629 de eer van Gundeperga toen zij door haar echtgenoot koning Ariovald van moordplannen en verraad werd beschuldigd. 
Na de dood van Rodoald in 653 werd Aripert de nieuwe Lombardische koning. Hij was katholiek, terwijl zijn voorgangers ariaans waren. Aripert voerde een tolerant bewind tegenover de katholieke kerk en voorkwam daarmee tevens conflicten met het Byzantijnse Rijk. Tijdens zijn heerschappij heerste er vrede en er werden geen oorlogen gevoerd. Aripert staat bekend als bouwheer van diverse kerken, zoals de door hem in 657 gestichte Santissimo Salvatore, een katholieke kerk nabij de Marica- of Marencapoort van Pavia. Aripert is ook in deze kerk begraven.
Toen hij in 661 overleed, liet hij het koninkrijk na aan zijn zoons Godepert en Perctarit, met de bedoeling dat zij samen zouden regeren over het koninkrijk. Onderling wantrouwen en jaloezie zorgden er echter voor dat er al snel een oorlog uitbrak tussen de broers. De in Pavia residerende Godepert stuurde Garibald, de hertog van Turijn, naar Grimoald I van Benevento om diens hulp in te roepen. Garibald stimuleerde Grimoald echter om zelf de kroon op te eisen. Grimoald doodde Godepert en eigende zich het koningschap toe. Perctarit, die Milaan als residentie had, vluchtte naar de Avaren en daarmee was Grimoald in 662 de enige koning van Lombardije. Hij trouwde vervolgens met de dochter van Aripert.